# Tour de La Provence 2021
Tour de La Provence 2021 var den 6. udgave af det franske etapeløb Tour de La Provence. Cykelløbets fire etaper blev kørt over 674 km fra 11. til 14. februar 2021 med start i Aubagne og mål i Salon-de-Provence. Løbet var fjerde arrangement på UCI ProSeries 2021.
3. etape sluttede med en opkørsel til Chalet Reynard, som er det første stejle stykke af bjerget Mont Ventoux.
Løbets samlede vinder blev colombianske Iván Sosa fra Ineos Grenadiers. Den franske verdensmester Julian Alaphilippe fra Deceuninck-Quick Step endte på andenpladsen, mens Sosas landsmand og holdkammerat Egan Bernal kom på tredjepladsen.

## Etaperne
| Etape    | Dato     | Start – Mål                           | type          | Afstand (km) | Etapevinder      | Førende rytter   |
| -------- | -------- | ------------------------------------- | ------------- | ------------ | ---------------- | ---------------- |
| 1. etape | 11. feb. | Aubagne – Six-Fours-les-Plages        | kuperet etape | 182,3        | Davide Ballerini | Davide Ballerini |
| 2. etape | 12. feb. | Cassis – Manosque                     | kuperet etape | 174,6        | Davide Ballerini | Davide Ballerini |
| 3. etape | 13. feb. | Istres – Chalet Reynard, Mont Ventoux | bjergetape    | 153,9        | Iván Sosa        | Iván Sosa        |
| 4. etape | 14. feb. | Avignon – Salon-de-Provence           | flad etape    | 163,2        | Phil Bauhaus     | Iván Sosa        |

### 1. etape
| Aubagne - Six-Fours-les-Plages | kuperet etape | (182,3 km) |

| \| Etaperesultat \| Etaperesultat \| Etaperesultat \| Etaperesultat \| Etaperesultat \| \| Rytter \| Rytter \| Hold \| Tid \| \| \| ------------- \| ------------------ \| --------------------- \| ------------- \| ------------- \| \| 1. \| Davide Ballerini \| Deceuninck-Quick Step \| 4t 43' 23" \| \| \| 2. \| Arnaud Démare \| Groupama-FDJ \| + 0" \| \| \| 3. \| Nacer Bouhanni \| Arkéa-Samsic \| + 0" \| \| \| 4. \| Clément Venturini \| AG2R Citroën Team \| + 0" \| \| \| 5. \| Matthew Walls \| Bora-Hansgrohe \| + 0" \| \| \| 6. \| Ide Schelling \| Bora-Hansgrohe \| + 0" \| \| \| 7. \| Bryan Coquard \| B&B Hotels p/b KTM \| + 0" \| \| \| 8. \| Phil Bauhaus \| Bahrain Victorious \| + 0" \| \| \| 9. \| Matteo Moschetti \| Trek-Segafredo \| + 0" \| \| \| 10. \| Alexander Kristoff \| UAE Team Emirates \| + 0" \| \| |                    |                       |            |
| |                    |                       |            |
| Kilde: ProCyclingStats |                    |                       |            |
| Etaperesultat |                    |                       |            |
| Rytter | Rytter             | Hold                  | Tid        |
| 1. | Davide Ballerini   | Deceuninck-Quick Step | 4t 43' 23" |
| 2. | Arnaud Démare      | Groupama-FDJ          | + 0"       |
| 3. | Nacer Bouhanni     | Arkéa-Samsic          | + 0"       |
| 4. | Clément Venturini  | AG2R Citroën Team     | + 0"       |
| 5. | Matthew Walls      | Bora-Hansgrohe        | + 0"       |
| 6. | Ide Schelling      | Bora-Hansgrohe        | + 0"       |
| 7. | Bryan Coquard      | B&B Hotels p/b KTM    | + 0"       |
| 8. | Phil Bauhaus       | Bahrain Victorious    | + 0"       |
| 9. | Matteo Moschetti   | Trek-Segafredo        | + 0"       |
| 10. | Alexander Kristoff | UAE Team Emirates     | + 0"       |

| \| Samlede stilling \| Samlede stilling \| Samlede stilling \| Samlede stilling \| Samlede stilling \| \| Rytter \| Rytter \| Hold \| Tid \| \| \| ---------------- \| ------------------ \| --------------------- \| ---------------- \| ---------------- \| \| 1. \| Davide Ballerini \| Deceuninck-Quick Step \| 4t 43' 13" \| \| \| 2. \| Arnaud Démare \| Groupama-FDJ \| + 4" \| \| \| 3. \| Nacer Bouhanni \| Arkéa-Samsic \| + 6" \| \| \| 4. \| Lilian Calmejane \| AG2R Citroën Team \| + 6" \| \| \| 5. \| Julian Alaphilippe \| Deceuninck-Quick Step \| + 7" \| \| \| 6. \| Bauke Mollema \| Trek-Segafredo \| + 9" \| \| \| 7. \| Gianni Moscon \| Ineos Grenadiers \| + 9" \| \| \| 8. \| Clément Venturini \| AG2R Citroën Team \| + 10" \| \| \| 9. \| Matthew Walls \| Bora-Hansgrohe \| + 10" \| \| \| 10. \| Ide Schelling \| Bora-Hansgrohe \| + 10" \| \| |                    |                       |            |
| |                    |                       |            |
| Kilde: ProCyclingStats |                    |                       |            |
| Samlede stilling |                    |                       |            |
| Rytter | Rytter             | Hold                  | Tid        |
| 1. | Davide Ballerini   | Deceuninck-Quick Step | 4t 43' 13" |
| 2. | Arnaud Démare      | Groupama-FDJ          | + 4"       |
| 3. | Nacer Bouhanni     | Arkéa-Samsic          | + 6"       |
| 4. | Lilian Calmejane   | AG2R Citroën Team     | + 6"       |
| 5. | Julian Alaphilippe | Deceuninck-Quick Step | + 7"       |
| 6. | Bauke Mollema      | Trek-Segafredo        | + 9"       |
| 7. | Gianni Moscon      | Ineos Grenadiers      | + 9"       |
| 8. | Clément Venturini  | AG2R Citroën Team     | + 10"      |
| 9. | Matthew Walls      | Bora-Hansgrohe        | + 10"      |
| 10. | Ide Schelling      | Bora-Hansgrohe        | + 10"      |

### 2. etape
| Cassis - Manosque | kuperet etape | (174,6 km) |

| \| Etaperesultat \| Etaperesultat \| Etaperesultat \| Etaperesultat \| Etaperesultat \| \| Rytter \| Rytter \| Hold \| Tid \| \| \| ------------- \| ----------------- \| --------------------- \| ------------- \| ------------- \| \| 1. \| Davide Ballerini \| Deceuninck-Quick Step \| 4t 21' 49" \| \| \| 2. \| Giulio Ciccone \| Trek-Segafredo \| + 0" \| \| \| 3. \| Alex Aranburu \| Astana-Premier Tech \| + 0" \| \| \| 4. \| Dylan Teuns \| Bahrain Victorious \| + 0" \| \| \| 5. \| Patrick Konrad \| Bora-Hansgrohe \| + 0" \| \| \| 6. \| Aleksej Lutsenko \| Astana-Premier Tech \| + 0" \| \| \| 7. \| Gianni Moscon \| Ineos Grenadiers \| + 0" \| \| \| 8. \| Stefano Oldani \| Lotto-Soudal \| + 0" \| \| \| 9. \| Sven Erik Bystrøm \| UAE Team Emirates \| + 0" \| \| \| 10. \| Bauke Mollema \| Trek-Segafredo \| + 6" \| \| |                   |                       |            |
| |                   |                       |            |
| Kilde: ProCyclingStats |                   |                       |            |
| Etaperesultat |                   |                       |            |
| Rytter | Rytter            | Hold                  | Tid        |
| 1. | Davide Ballerini  | Deceuninck-Quick Step | 4t 21' 49" |
| 2. | Giulio Ciccone    | Trek-Segafredo        | + 0"       |
| 3. | Alex Aranburu     | Astana-Premier Tech   | + 0"       |
| 4. | Dylan Teuns       | Bahrain Victorious    | + 0"       |
| 5. | Patrick Konrad    | Bora-Hansgrohe        | + 0"       |
| 6. | Aleksej Lutsenko  | Astana-Premier Tech   | + 0"       |
| 7. | Gianni Moscon     | Ineos Grenadiers      | + 0"       |
| 8. | Stefano Oldani    | Lotto-Soudal          | + 0"       |
| 9. | Sven Erik Bystrøm | UAE Team Emirates     | + 0"       |
| 10. | Bauke Mollema     | Trek-Segafredo        | + 6"       |

| \| Samlede stilling \| Samlede stilling \| Samlede stilling \| Samlede stilling \| Samlede stilling \| \| Rytter \| Rytter \| Hold \| Tid \| \| \| ---------------- \| ---------------------- \| --------------------- \| ---------------- \| ---------------- \| \| 1. \| Davide Ballerini \| Deceuninck-Quick Step \| 9t 04' 52" \| \| \| 2. \| Alex Aranburu \| Astana-Premier Tech \| + 16" \| \| \| 3. \| Julian Alaphilippe \| Deceuninck-Quick Step \| + 17" \| \| \| 4. \| Bauke Mollema \| Trek-Segafredo \| + 19" \| \| \| 5. \| Gianni Moscon \| Ineos Grenadiers \| + 19" \| \| \| 6. \| Patrick Konrad \| Bora-Hansgrohe \| + 20" \| \| \| 7. \| Dylan Teuns \| Bahrain Victorious \| + 20" \| \| \| 8. \| Jack Haig \| Bahrain Victorious \| + 20" \| \| \| 9. \| Ide Schelling \| Bora-Hansgrohe \| + 20" \| \| \| 10. \| Aurélien Paret-Peintre \| AG2R Citroën Team \| + 20" \| \| |                        |                       |            |
| |                        |                       |            |
| Kilde: ProCyclingStats |                        |                       |            |
| Samlede stilling |                        |                       |            |
| Rytter | Rytter                 | Hold                  | Tid        |
| 1. | Davide Ballerini       | Deceuninck-Quick Step | 9t 04' 52" |
| 2. | Alex Aranburu          | Astana-Premier Tech   | + 16"      |
| 3. | Julian Alaphilippe     | Deceuninck-Quick Step | + 17"      |
| 4. | Bauke Mollema          | Trek-Segafredo        | + 19"      |
| 5. | Gianni Moscon          | Ineos Grenadiers      | + 19"      |
| 6. | Patrick Konrad         | Bora-Hansgrohe        | + 20"      |
| 7. | Dylan Teuns            | Bahrain Victorious    | + 20"      |
| 8. | Jack Haig              | Bahrain Victorious    | + 20"      |
| 9. | Ide Schelling          | Bora-Hansgrohe        | + 20"      |
| 10. | Aurélien Paret-Peintre | AG2R Citroën Team     | + 20"      |

### 3. etape
| Istres - Chalet Reynard | bjergetape | (153,9 km) |

| \| Etaperesultat \| Etaperesultat \| Etaperesultat \| Etaperesultat \| Etaperesultat \| \| Rytter \| Rytter \| Hold \| Tid \| \| \| ------------- \| ------------------ \| --------------------- \| ------------- \| ------------- \| \| 1. \| Iván Sosa \| Ineos Grenadiers \| 4t 08' 14" \| \| \| 2. \| Egan Bernal \| Ineos Grenadiers \| + 15" \| \| \| 3. \| Julian Alaphilippe \| Deceuninck-Quick Step \| + 18" \| \| \| 4. \| Wout Poels \| Bahrain Victorious \| + 29" \| \| \| 5. \| Jesús Herrada \| Cofidis \| + 48" \| \| \| 6. \| Giulio Ciccone \| Trek-Segafredo \| + 48" \| \| \| 7. \| Bauke Mollema \| Trek-Segafredo \| + 48" \| \| \| 8. \| Mauri Vansevenant \| Deceuninck-Quick Step \| + 48" \| \| \| 9. \| Jack Haig \| Bahrain Victorious \| + 48" \| \| \| 10. \| Patrick Konrad \| Bora-Hansgrohe \| + 48" \| \| |                    |                       |            |
| |                    |                       |            |
| Kilde: ProCyclingStats |                    |                       |            |
| Etaperesultat |                    |                       |            |
| Rytter | Rytter             | Hold                  | Tid        |
| 1. | Iván Sosa          | Ineos Grenadiers      | 4t 08' 14" |
| 2. | Egan Bernal        | Ineos Grenadiers      | + 15"      |
| 3. | Julian Alaphilippe | Deceuninck-Quick Step | + 18"      |
| 4. | Wout Poels         | Bahrain Victorious    | + 29"      |
| 5. | Jesús Herrada      | Cofidis               | + 48"      |
| 6. | Giulio Ciccone     | Trek-Segafredo        | + 48"      |
| 7. | Bauke Mollema      | Trek-Segafredo        | + 48"      |
| 8. | Mauri Vansevenant  | Deceuninck-Quick Step | + 48"      |
| 9. | Jack Haig          | Bahrain Victorious    | + 48"      |
| 10. | Patrick Konrad     | Bora-Hansgrohe        | + 48"      |

| \| Samlede stilling \| Samlede stilling \| Samlede stilling \| Samlede stilling \| Samlede stilling \| \| Rytter \| Rytter \| Hold \| Tid \| \| \| ---------------- \| ------------------ \| --------------------- \| ---------------- \| ---------------- \| \| 1. \| Iván Sosa \| Ineos Grenadiers \| 13t 13' 16" \| \| \| 2. \| Egan Bernal \| Ineos Grenadiers \| + 19" \| \| \| 3. \| Julian Alaphilippe \| Deceuninck-Quick Step \| + 21" \| \| \| 4. \| Wout Poels \| Bahrain Victorious \| + 39" \| \| \| 5. \| Bauke Mollema \| Trek-Segafredo \| + 57" \| \| \| 6. \| Patrick Konrad \| Bora-Hansgrohe \| + 58" \| \| \| 7. \| Jack Haig \| Bahrain Victorious \| + 58" \| \| \| 8. \| Mauri Vansevenant \| Deceuninck-Quick Step \| + 58" \| \| \| 9. \| Jesús Herrada \| Cofidis \| + 58" \| \| \| 10. \| Aleksandr Vlasov \| Astana-Premier Tech \| + 58" \| \| |                    |                       |             |
| |                    |                       |             |
| Kilde: ProCyclingStats |                    |                       |             |
| Samlede stilling |                    |                       |             |
| Rytter | Rytter             | Hold                  | Tid         |
| 1. | Iván Sosa          | Ineos Grenadiers      | 13t 13' 16" |
| 2. | Egan Bernal        | Ineos Grenadiers      | + 19"       |
| 3. | Julian Alaphilippe | Deceuninck-Quick Step | + 21"       |
| 4. | Wout Poels         | Bahrain Victorious    | + 39"       |
| 5. | Bauke Mollema      | Trek-Segafredo        | + 57"       |
| 6. | Patrick Konrad     | Bora-Hansgrohe        | + 58"       |
| 7. | Jack Haig          | Bahrain Victorious    | + 58"       |
| 8. | Mauri Vansevenant  | Deceuninck-Quick Step | + 58"       |
| 9. | Jesús Herrada      | Cofidis               | + 58"       |
| 10. | Aleksandr Vlasov   | Astana-Premier Tech   | + 58"       |

### 4. etape
| Avignon - Salon-de-Provence | flad etape | (163,2 km) |

| \| Etaperesultat \| Etaperesultat \| Etaperesultat \| Etaperesultat \| Etaperesultat \| \| Rytter \| Rytter \| Hold \| Tid \| \| \| ------------- \| -------------------- \| --------------------- \| ------------- \| ------------- \| \| 1. \| Phil Bauhaus \| Bahrain Victorious \| 3t 47' 01" \| \| \| 2. \| Davide Ballerini \| Deceuninck-Quick Step \| + 0" \| \| \| 3. \| Nacer Bouhanni \| Arkéa-Samsic \| + 0" \| \| \| 4. \| Matteo Moschetti \| Trek-Segafredo \| + 0" \| \| \| 5. \| John Degenkolb \| Lotto-Soudal \| + 0" \| \| \| 6. \| Bryan Coquard \| B&B Hotels p/b KTM \| + 0" \| \| \| 7. \| Matthew Walls \| Bora-Hansgrohe \| + 0" \| \| \| 8. \| Niccolò Bonifazio \| Total Direct Énergie \| + 0" \| \| \| 9. \| Eduard-Michael Grosu \| Delko \| + 0" \| \| \| 10. \| Alexander Kristoff \| UAE Team Emirates \| + 0" \| \| |                      |                       |            |
| |                      |                       |            |
| Kilde: ProCyclingStats |                      |                       |            |
| Etaperesultat |                      |                       |            |
| Rytter | Rytter               | Hold                  | Tid        |
| 1. | Phil Bauhaus         | Bahrain Victorious    | 3t 47' 01" |
| 2. | Davide Ballerini     | Deceuninck-Quick Step | + 0"       |
| 3. | Nacer Bouhanni       | Arkéa-Samsic          | + 0"       |
| 4. | Matteo Moschetti     | Trek-Segafredo        | + 0"       |
| 5. | John Degenkolb       | Lotto-Soudal          | + 0"       |
| 6. | Bryan Coquard        | B&B Hotels p/b KTM    | + 0"       |
| 7. | Matthew Walls        | Bora-Hansgrohe        | + 0"       |
| 8. | Niccolò Bonifazio    | Total Direct Énergie  | + 0"       |
| 9. | Eduard-Michael Grosu | Delko                 | + 0"       |
| 10. | Alexander Kristoff   | UAE Team Emirates     | + 0"       |

## Trøjernes fordeling gennem løbet
| Etape             | Vinder            | Flerfarvet førertrøje | Bjergtrøje ·     | Pointtrøje ·     | Ungdomstrøje · | Holdkonkurrence · |
| ----------------- | ----------------- | --------------------- | ---------------- | ---------------- | -------------- | ----------------- |
| 1                 | Davide Ballerini  | Davide Ballerini      | Lilian Calmejane | Davide Ballerini | Matthew Walls  | Bora-Hansgrohe    |
| 2                 | Davide Ballerini  | Davide Ballerini      | Lilian Calmejane | Davide Ballerini | Ide Schelling  | Bora-Hansgrohe    |
| 3                 | Iván Sosa         | Iván Sosa             | Filippo Conca    | Davide Ballerini | Iván Sosa      | Ineos Grenadiers  |
| 4                 | Phil Bauhaus      | Iván Sosa             | Filippo Conca    | Davide Ballerini | Iván Sosa      | Ineos Grenadiers  |
| Samlet klassement | Samlet klassement | Iván Sosa             | Filippo Conca    | Davide Ballerini | Iván Sosa      | Ineos Grenadiers  |

## Resultater

### Samlede stilling
| \| Samlede stilling \| Samlede stilling \| Samlede stilling \| Samlede stilling \| Samlede stilling \| \| Rytter \| Rytter \| Hold \| Tid \| \| \| ---------------- \| ------------------ \| --------------------- \| ---------------- \| ---------------- \| \| 1. \| Iván Sosa \| Ineos Grenadiers \| 17t 00' 17" \| \| \| 2. \| Julian Alaphilippe \| Deceuninck-Quick Step \| + 18" \| \| \| 3. \| Egan Bernal \| Ineos Grenadiers \| + 19" \| \| \| 4. \| Wout Poels \| Bahrain Victorious \| + 39" \| \| \| 5. \| Patrick Konrad \| Bora-Hansgrohe \| + 57" \| \| \| 6. \| Bauke Mollema \| Trek-Segafredo \| + 57" \| \| \| 7. \| Jack Haig \| Bahrain Victorious \| + 58" \| \| \| 8. \| Mauri Vansevenant \| Deceuninck-Quick Step \| + 58" \| \| \| 9. \| Jesús Herrada \| Cofidis \| + 58" \| \| \| 10. \| Aleksandr Vlasov \| Astana-Premier Tech \| + 58" \| \| |                    |                       |             |
| |                    |                       |             |
| Kilde: ProCyclingStats |                    |                       |             |
| Samlede stilling |                    |                       |             |
| Rytter | Rytter             | Hold                  | Tid         |
| 1. | Iván Sosa          | Ineos Grenadiers      | 17t 00' 17" |
| 2. | Julian Alaphilippe | Deceuninck-Quick Step | + 18"       |
| 3. | Egan Bernal        | Ineos Grenadiers      | + 19"       |
| 4. | Wout Poels         | Bahrain Victorious    | + 39"       |
| 5. | Patrick Konrad     | Bora-Hansgrohe        | + 57"       |
| 6. | Bauke Mollema      | Trek-Segafredo        | + 57"       |
| 7. | Jack Haig          | Bahrain Victorious    | + 58"       |
| 8. | Mauri Vansevenant  | Deceuninck-Quick Step | + 58"       |
| 9. | Jesús Herrada      | Cofidis               | + 58"       |
| 10. | Aleksandr Vlasov   | Astana-Premier Tech   | + 58"       |

### Pointkonkurrencen
| Pointkonkurrence | Pointkonkurrence     | Pointkonkurrence      | Pointkonkurrence | Pointkonkurrence |
| Rytter           | Rytter               | Hold                  | Point            |                  |
| ---------------- | -------------------- | --------------------- | ---------------- | ---------------- |
| 1.               | Davide Ballerini     | Deceuninck-Quick Step | 42 point         |                  |
| 2.               | Phil Bauhaus         | Bahrain Victorious    | 20 point         |                  |
| 3.               | Nacer Bouhanni       | Arkéa-Samsic          | 20 point         |                  |
| 4.               | Giulio Ciccone       | Trek-Segafredo        | 18 point         |                  |
| 5.               | Julian Alaphilippe   | Deceuninck-Quick Step | 16 point         |                  |
| 6.               | Eduard-Michael Grosu | Delko                 | 14 point         |                  |
| 7.               | Matthew Walls        | Bora-Hansgrohe        | 14 point         |                  |
| 8.               | Bryan Coquard        | B&B Hotels p/b KTM    | 13 point         |                  |
| 9.               | Matteo Moschetti     | Trek-Segafredo        | 13 point         |                  |
| 10.              | Arnaud Démare        | Groupama-FDJ          | 12 point         |                  |

### Bjergkonkurrencen
| Bjergkonkurrence | Bjergkonkurrence   | Bjergkonkurrence                | Bjergkonkurrence | Bjergkonkurrence |
| Rytter           | Rytter             | Hold                            | Point            |                  |
| ---------------- | ------------------ | ------------------------------- | ---------------- | ---------------- |
| 1.               | Filippo Conca      | Lotto-Soudal                    | 15 point         |                  |
| 2.               | Andreas Leknessund | Team DSM                        | 15 point         |                  |
| 3.               | Jérôme Cousin      | Total Direct Énergie            | 9 point          |                  |
| 4.               | Delio Fernández    | Delko                           | 9 point          |                  |
| 5.               | Jérémy Leveau      | Xelliss-Roubaix Lille Métropole | 8 point          |                  |
| 6.               | Julian Alaphilippe | Deceuninck-Quick Step           | 7 point          |                  |
| 7.               | Samuel Leroux      | Xelliss-Roubaix Lille Métropole | 6 point          |                  |
| 8.               | Iván Sosa          | Ineos Grenadiers                | 5 point          |                  |
| 9.               | Mauri Vansevenant  | Deceuninck-Quick Step           | 5 point          |                  |
| 10.              | Lluís Mas          | Movistar Team                   | 5 point          |                  |

### Ungdomskonkurrencen
| Ungdomskonkurrence | Ungdomskonkurrence     | Ungdomskonkurrence    | Ungdomskonkurrence | Ungdomskonkurrence |
| Rytter             | Rytter                 | Hold                  | Tid                |                    |
| ------------------ | ---------------------- | --------------------- | ------------------ | ------------------ |
| 1.                 | Iván Sosa              | Ineos Grenadiers      | 17t 00' 17"        |                    |
| 2.                 | Egan Bernal            | Ineos Grenadiers      | + 19"              |                    |
| 3.                 | Mauri Vansevenant      | Deceuninck-Quick Step | + 58"              |                    |
| 4.                 | Aleksandr Vlasov       | Astana-Premier Tech   | + 58"              |                    |
| 5.                 | Aurélien Paret-Peintre | AG2R Citroën Team     | + 1' 28"           |                    |
| 6.                 | Matteo Jorgenson       | Movistar Team         | + 1' 28"           |                    |
| 7.                 | Carlos Rodríguez       | Ineos Grenadiers      | + 2' 18"           |                    |
| 8.                 | Ide Schelling          | Bora-Hansgrohe        | + 3' 52"           |                    |
| 9.                 | Abner González         | Movistar Team         | + 4' 26"           |                    |
| 10.                | Stefano Oldani         | Lotto-Soudal          | + 4' 52"           |                    |

### Holdkonkurrencen
| Holdkonkurrence | Holdkonkurrence       | Holdkonkurrence | Holdkonkurrence |
| Hold            | Hold                  | Tid             |                 |
| --------------- | --------------------- | --------------- | --------------- |
| 1.              | Ineos Grenadiers      | 51t 03' 44"     |                 |
| 2.              | Bahrain Victorious    | + 44"           |                 |
| 3.              | AG2R Citroën Team     | + 3' 29"        |                 |
| 4.              | Bora-Hansgrohe        | + 3' 31"        |                 |
| 5.              | Astana-Premier Tech   | + 3' 50"        |                 |
| 6.              | Movistar Team         | + 4' 28"        |                 |
| 7.              | Qhubeka Assos         | + 6' 39"        |                 |
| 8.              | Cofidis               | + 9' 00"        |                 |
| 9.              | Deceuninck-Quick Step | + 9' 53"        |                 |
| 10.             | Arkéa-Samsic          | + 11' 35"       |                 |

## Hold og ryttere
| UCI WorldTeams (14)- AG2R Citroën Team - Astana-Premier Tech - Bahrain Victorious - Cofidis - Deceuninck-Quick Step - Groupama-FDJ - Ineos Grenadiers - Lotto Soudal - Movistar Team - Team DSM - Qhubeka Assos - Trek-Segafredo - UAE Team Emirates - Bora-Hansgrohe UCI ProTeams (4)- Arkéa-Samsic - B&B Hotels p/b KTM - Total Direct Énergie - Delko UCI Kontinentalhold (2)- Xelliss-Roubaix Lille Métropole - Saint Michel-Auber 93 |
| |

### Danske ryttere
| Danske ryttere på startlisten |                  |                       |           |
| Rygnummer                     | Rytter           | Hold                  | Placering |
| 2                             | Kasper Asgreen   | Deceuninck-Quick Step | 109       |
| 83                            | Niklas Eg        | Trek-Segafredo        | 129       |
| 137                           | Frederik Wandahl | Bora-Hansgrohe        | 115       |

* DNF = gennemførte ikke

### Startliste
| Deceuninck-Quick Step DQT | Deceuninck-Quick Step DQT           | Deceuninck-Quick Step DQT |
| ------------------------- | ----------------------------------- | ------------------------- |
| Nr.                       | Rytter                              | Placering                 |
| 1                         | Julian Alaphilippe (FRA) (landevej) | 2.                        |
| 2                         | Kasper Asgreen (DEN) (landevej)     | 109.                      |
| 3                         | Davide Ballerini (ITA)              | 78.                       |
| 4                         | Rémi Cavagna (FRA)                  | 94.                       |
| 5                         | Yves Lampaert (BEL)                 | 113.                      |
| 6                         | Zdeněk Štybar (CZE)                 | 77.                       |
| 7                         | Mauri Vansevenant (BEL)             | 8.                        |

| Ineos Grenadiers IGD | Ineos Grenadiers IGD       | Ineos Grenadiers IGD |
| -------------------- | -------------------------- | -------------------- |
| Nr.                  | Rytter                     | Placering            |
| 11                   | Egan Bernal (COL)          | 3.                   |
| 12                   | Laurens De Plus (BEL)      | 35.                  |
| 13                   | Eddie Dunbar (IRL)         | 69.                  |
| 14                   | Gianni Moscon (ITA)        | 53.                  |
| 15                   | Carlos Rodríguez (ESP)     | 17.                  |
| 16                   | Iván Sosa (COL)            | 1.                   |
| 17                   | Ben Swift (GBR) (landevej) | 54.                  |

| Astana-Premier Tech APT | Astana-Premier Tech APT           | Astana-Premier Tech APT |
| ----------------------- | --------------------------------- | ----------------------- |
| Nr.                     | Rytter                            | Placering               |
| 21                      | Gorka Izagirre (ESP)              | 31.                     |
| 22                      | Aleksej Lutsenko (KAZ) (landevej) | 20.                     |
| 23                      | Alex Aranburu (ESP)               | 96.                     |
| 24                      | Omar Fraile (ESP)                 | 68.                     |
| 25                      | Jon Izagirre (ESP)                | 30.                     |
| 26                      | Harold Tejada (COL)               | 37.                     |
| 27                      | Aleksandr Vlasov (RUS)            | 10.                     |

| Groupama-FDJ GFC | Groupama-FDJ GFC               | Groupama-FDJ GFC |
| ---------------- | ------------------------------ | ---------------- |
| Nr.              | Rytter                         | Placering        |
| 31               | Arnaud Démare (FRA) (landevej) | 120.             |
| 32               | Clément Davy (FRA)             | 132.             |
| 33               | Jacopo Guarnieri (ITA)         | 103.             |
| 34               | Ignatas Konovalovas (LTU)      | 125.             |
| 35               | Rudy Molard (FRA)              | 23.              |
| 36               | Miles Scotson (AUS)            | 55.              |
| 37               | Ramon Sinkeldam (NED)          | 127.             |

| Lotto-Soudal LTS | Lotto-Soudal LTS         | Lotto-Soudal LTS |
| ---------------- | ------------------------ | ---------------- |
| Nr.              | Rytter                   | Placering        |
| 41               | Filippo Conca (ITA)      | 108.             |
| 42               | John Degenkolb (GER)     | 89.              |
| 43               | Frederik Frison (BEL)    | 71.              |
| 44               | Philippe Gilbert (BEL)   | 48.              |
| 45               | Stefano Oldani (ITA)     | 34.              |
| 46               | Florian Vermeersch (BEL) | 62.              |
| 47               | Tim Wellens (BEL)        | DNS-3            |

| Arkéa-Samsic ARK | Arkéa-Samsic ARK        | Arkéa-Samsic ARK |
| ---------------- | ----------------------- | ---------------- |
| Nr.              | Rytter                  | Placering        |
| 51               | Warren Barguil (FRA)    | 13.              |
| 52               | Nacer Bouhanni (FRA)    | 88.              |
| 53               | Maxime Bouet (FRA)      | 36.              |
| 54               | Anthony Delaplace (FRA) | 57.              |
| 55               | Thomas Boudat (FRA)     | 95.              |
| 56               | Clément Russo (FRA)     | 107.             |
| 57               | Connor Swift (GBR)      | 63.              |

| UAE Team Emirates UAD | UAE Team Emirates UAD              | UAE Team Emirates UAD |
| --------------------- | ---------------------------------- | --------------------- |
| Nr.                   | Rytter                             | Placering             |
| 61                    | Andrés Camilo Ardila (COL)         | 38.                   |
| 62                    | Valerio Conti (ITA)                | 49.                   |
| 63                    | Alessandro Covi (ITA)              | 61.                   |
| 64                    | Sven Erik Bystrøm (NOR) (landevej) | 70.                   |
| 65                    | Alexander Kristoff (NOR)           | 101.                  |
| 66                    | Vegard Stake Laengen (NOR)         | 51.                   |
| 67                    | Matteo Trentin (ITA)               | 80.                   |

| Bahrain Victorious TBV | Bahrain Victorious TBV  | Bahrain Victorious TBV |
| ---------------------- | ----------------------- | ---------------------- |
| Nr.                    | Rytter                  | Placering              |
| 71                     | Phil Bauhaus (GER)      | 111.                   |
| 72                     | Jack Haig (AUS)         | 7.                     |
| 73                     | Heinrich Haussler (AUS) | 59.                    |
| 74                     | Wout Poels (NED)        | 4.                     |
| 75                     | Gino Mäder (SUI)        | 45.                    |
| 76                     | Dylan Teuns (BEL)       | 15.                    |
| 77                     | Fred Wright (GBR)       | 73.                    |

| Trek-Segafredo TFS | Trek-Segafredo TFS     | Trek-Segafredo TFS |
| ------------------ | ---------------------- | ------------------ |
| Nr.                | Rytter                 | Placering          |
| 81                 | Giulio Ciccone (ITA)   | 11.                |
| 82                 | Koen de Kort (NED)     | 91.                |
| 83                 | Niklas Eg (DEN)        | 129.               |
| 84                 | Emīls Liepiņš (LAT)    | 128.               |
| 85                 | Bauke Mollema (NED)    | 6.                 |
| 86                 | Matteo Moschetti (ITA) | 121.               |
| 87                 | Kiel Reijnen (USA)     | 122.               |

| Movistar Team MOV | Movistar Team MOV      | Movistar Team MOV |
| ----------------- | ---------------------- | ----------------- |
| Nr.               | Rytter                 | Placering         |
| 91                | Enric Mas (ESP)        | 85.               |
| 92                | Matteo Jorgenson (USA) | 14.               |
| 93                | Abner González (PUR)   | 32.               |
| 94                | Carlos Verona (ESP)    | 46.               |
| 95                | Sergio Samitier (ESP)  | 43.               |
| 96                | Imanol Erviti (ESP)    | 79.               |
| 97                | Lluís Mas (ESP)        | 40.               |

| Qhubeka Assos TQA | Qhubeka Assos TQA      | Qhubeka Assos TQA |
| ----------------- | ---------------------- | ----------------- |
| Nr.               | Rytter                 | Placering         |
| 101               | Fabio Aru (ITA)        | 18.               |
| 102               | Sander Armée (BEL)     | 29.               |
| 103               | Connor Brown (NZL)     | 116.              |
| 104               | Nicholas Dlamini (RSA) | 93.               |
| 105               | Kilian Frankiny (SUI)  | 22.               |
| 106               | Mauro Schmid (SUI)     | 58.               |
| 107               | Karel Vacek (CZE)      | 97.               |

| Team DSM DSM | Team DSM DSM             | Team DSM DSM |
| ------------ | ------------------------ | ------------ |
| Nr.          | Rytter                   | Placering    |
| 111          | Romain Combaud (FRA)     | 24.          |
| 112          | Mark Donovan (GBR)       | 50.          |
| 113          | Max Kanter (GER)         | 99.          |
| 114          | Andreas Leknessund (NOR) | 90.          |
| 115          | Niklas Märkl (GER)       | 133.         |
| 116          | Nicolas Roche (IRL)      | 72.          |
| 117          | Jasha Sütterlin (GER)    | 126.         |

| AG2R Citroën Team ACT | AG2R Citroën Team ACT        | AG2R Citroën Team ACT |
| --------------------- | ---------------------------- | --------------------- |
| Nr.                   | Rytter                       | Placering             |
| 121                   | Geoffrey Bouchard (FRA)      | 27.                   |
| 122                   | Lilian Calmejane (FRA)       | DNF-3                 |
| 123                   | Tony Gallopin (FRA)          | 44.                   |
| 124                   | Ben O'Connor (AUS)           | 16.                   |
| 125                   | Aurélien Paret-Peintre (FRA) | 12.                   |
| 126                   | Michael Schär (SUI)          | 81.                   |
| 127                   | Clément Venturini (FRA)      | 75.                   |

| Bora-Hansgrohe BOH | Bora-Hansgrohe BOH        | Bora-Hansgrohe BOH |
| ------------------ | ------------------------- | ------------------ |
| Nr.                | Rytter                    | Placering          |
| 131                | Giovanni Aleotti (ITA)    | 39.                |
| 132                | Matteo Fabbro (ITA)       | 25.                |
| 133                | Felix Großschartner (AUT) | 60.                |
| 134                | Patrick Konrad (AUT)      | 5.                 |
| 135                | Ide Schelling (NED)       | 26.                |
| 136                | Matthew Walls (GBR)       | 92.                |
| 137                | Frederik Wandahl (DEN)    | 115.               |

| Cofidis COF | Cofidis COF           | Cofidis COF |
| ----------- | --------------------- | ----------- |
| Nr.         | Rytter                | Placering   |
| 141         | Jesús Herrada (ESP)   | 9.          |
| 142         | Piet Allegaert (BEL)  | 87.         |
| 143         | Thomas Champion (FRA) | 98.         |
| 144         | Nicolas Edet (FRA)    | 65.         |
| 145         | José Herrada (ESP)    | 52.         |
| 146         | Szymon Sajnok (POL)   | 104.        |
| 147         | Rubén Fernández (ESP) | 19.         |

| Total Direct Énergie TDE | Total Direct Énergie TDE | Total Direct Énergie TDE |
| ------------------------ | ------------------------ | ------------------------ |
| Nr.                      | Rytter                   | Placering                |
| 151                      | Niccolò Bonifazio (ITA)  | 102.                     |
| 152                      | Jérôme Cousin (FRA)      | 131.                     |
| 153                      | Víctor de la Parte (ESP) | 41.                      |
| 154                      | Damien Gaudin (FRA)      | 105.                     |
| 155                      | Fabien Grellier (FRA)    | 76.                      |
| 156                      | Julien Simon (FRA)       | 64.                      |
| 157                      | Alexis Vuillermoz (FRA)  | 28.                      |

| B&B Hotels p/b KTM BBK | B&B Hotels p/b KTM BBK | B&B Hotels p/b KTM BBK |
| ---------------------- | ---------------------- | ---------------------- |
| Nr.                    | Rytter                 | Placering              |
| 161                    | Nicola Bagioli (ITA)   | 83.                    |
| 162                    | Franck Bonnamour (FRA) | 56.                    |
| 163                    | Bryan Coquard (FRA)    | 74.                    |
| 164                    | Jens Debusschere (BEL) | 114.                   |
| 165                    | Jonathan Hivert (FRA)  | 33.                    |
| 166                    | Jérémy Lecroq (FRA)    | DNF-4                  |
| 167                    | Cyril Lemoine (FRA)    | 100.                   |

| Delko DKO | Delko DKO                  | Delko DKO |
| --------- | -------------------------- | --------- |
| Nr.       | Rytter                     | Placering |
| 171       | José Manuel Díaz (ESP)     | 21.       |
| 172       | Alessandro Fedeli (ITA)    | DNF-4     |
| 173       | Delio Fernández (ESP)      | 112.      |
| 174       | Biniam Girmay (ERI)        | 118.      |
| 175       | Eduard-Michael Grosu (ROU) | 119.      |
| 176       | Dušan Rajović (SRB)        | DNS-1     |
| 177       | Julien Trarieux (FRA)      | 82.       |

| Xelliss-Roubaix Lille Métropole XRL | Xelliss-Roubaix Lille Métropole XRL | Xelliss-Roubaix Lille Métropole XRL |
| ----------------------------------- | ----------------------------------- | ----------------------------------- |
| Nr.                                 | Rytter                              | Placering                           |
| 181                                 | Julien Antomarchi (FRA)             | DNF-1                               |
| 182                                 | Ivan Centrone (LUX)                 | DNS-2                               |
| 183                                 | Mathias De Witte (BEL)              | 47.                                 |
| 184                                 | Samuel Leroux (FRA)                 | 110.                                |
| 185                                 | Jérémy Leveau (FRA)                 | 66.                                 |
| 186                                 | Maxime Urruty (FRA)                 | 106.                                |
| 187                                 | Emiel Vermeulen (BEL)               | 117.                                |

| Saint Michel-Auber 93 AUB | Saint Michel-Auber 93 AUB | Saint Michel-Auber 93 AUB |
| ------------------------- | ------------------------- | ------------------------- |
| Nr.                       | Rytter                    | Placering                 |
| 191                       | Baptiste Bleier (FRA)     | 124.                      |
| 192                       | Romain Cardis (FRA)       | 84.                       |
| 193                       | Tony Hurel (FRA)          | 130.                      |
| 194                       | Adrien Guillonnet (FRA)   | 67.                       |
| 195                       | Louis Louvet (FRA)        | 123.                      |
| 196                       | Yoann Paillot (FRA)       | 86.                       |
| 197                       | Stéphane Rossetto (FRA)   | 42.                       |

| Deceuninck-Quick Step DQT | Deceuninck-Quick Step DQT           | Deceuninck-Quick Step DQT |
| ------------------------- | ----------------------------------- | ------------------------- |
| Nr.                       | Rytter                              | Placering                 |
| 1                         | Julian Alaphilippe (FRA) (landevej) | 2.                        |
| 2                         | Kasper Asgreen (DEN) (landevej)     | 109.                      |
| 3                         | Davide Ballerini (ITA)              | 78.                       |
| 4                         | Rémi Cavagna (FRA)                  | 94.                       |
| 5                         | Yves Lampaert (BEL)                 | 113.                      |
| 6                         | Zdeněk Štybar (CZE)                 | 77.                       |
| 7                         | Mauri Vansevenant (BEL)             | 8.                        |

| Ineos Grenadiers IGD | Ineos Grenadiers IGD       | Ineos Grenadiers IGD |
| -------------------- | -------------------------- | -------------------- |
| Nr.                  | Rytter                     | Placering            |
| 11                   | Egan Bernal (COL)          | 3.                   |
| 12                   | Laurens De Plus (BEL)      | 35.                  |
| 13                   | Eddie Dunbar (IRL)         | 69.                  |
| 14                   | Gianni Moscon (ITA)        | 53.                  |
| 15                   | Carlos Rodríguez (ESP)     | 17.                  |
| 16                   | Iván Sosa (COL)            | 1.                   |
| 17                   | Ben Swift (GBR) (landevej) | 54.                  |

| Astana-Premier Tech APT | Astana-Premier Tech APT           | Astana-Premier Tech APT |
| ----------------------- | --------------------------------- | ----------------------- |
| Nr.                     | Rytter                            | Placering               |
| 21                      | Gorka Izagirre (ESP)              | 31.                     |
| 22                      | Aleksej Lutsenko (KAZ) (landevej) | 20.                     |
| 23                      | Alex Aranburu (ESP)               | 96.                     |
| 24                      | Omar Fraile (ESP)                 | 68.                     |
| 25                      | Jon Izagirre (ESP)                | 30.                     |
| 26                      | Harold Tejada (COL)               | 37.                     |
| 27                      | Aleksandr Vlasov (RUS)            | 10.                     |

| Groupama-FDJ GFC | Groupama-FDJ GFC               | Groupama-FDJ GFC |
| ---------------- | ------------------------------ | ---------------- |
| Nr.              | Rytter                         | Placering        |
| 31               | Arnaud Démare (FRA) (landevej) | 120.             |
| 32               | Clément Davy (FRA)             | 132.             |
| 33               | Jacopo Guarnieri (ITA)         | 103.             |
| 34               | Ignatas Konovalovas (LTU)      | 125.             |
| 35               | Rudy Molard (FRA)              | 23.              |
| 36               | Miles Scotson (AUS)            | 55.              |
| 37               | Ramon Sinkeldam (NED)          | 127.             |

| Lotto-Soudal LTS | Lotto-Soudal LTS         | Lotto-Soudal LTS |
| ---------------- | ------------------------ | ---------------- |
| Nr.              | Rytter                   | Placering        |
| 41               | Filippo Conca (ITA)      | 108.             |
| 42               | John Degenkolb (GER)     | 89.              |
| 43               | Frederik Frison (BEL)    | 71.              |
| 44               | Philippe Gilbert (BEL)   | 48.              |
| 45               | Stefano Oldani (ITA)     | 34.              |
| 46               | Florian Vermeersch (BEL) | 62.              |
| 47               | Tim Wellens (BEL)        | DNS-3            |

| Arkéa-Samsic ARK | Arkéa-Samsic ARK        | Arkéa-Samsic ARK |
| ---------------- | ----------------------- | ---------------- |
| Nr.              | Rytter                  | Placering        |
| 51               | Warren Barguil (FRA)    | 13.              |
| 52               | Nacer Bouhanni (FRA)    | 88.              |
| 53               | Maxime Bouet (FRA)      | 36.              |
| 54               | Anthony Delaplace (FRA) | 57.              |
| 55               | Thomas Boudat (FRA)     | 95.              |
| 56               | Clément Russo (FRA)     | 107.             |
| 57               | Connor Swift (GBR)      | 63.              |

| UAE Team Emirates UAD | UAE Team Emirates UAD              | UAE Team Emirates UAD |
| --------------------- | ---------------------------------- | --------------------- |
| Nr.                   | Rytter                             | Placering             |
| 61                    | Andrés Camilo Ardila (COL)         | 38.                   |
| 62                    | Valerio Conti (ITA)                | 49.                   |
| 63                    | Alessandro Covi (ITA)              | 61.                   |
| 64                    | Sven Erik Bystrøm (NOR) (landevej) | 70.                   |
| 65                    | Alexander Kristoff (NOR)           | 101.                  |
| 66                    | Vegard Stake Laengen (NOR)         | 51.                   |
| 67                    | Matteo Trentin (ITA)               | 80.                   |

| Bahrain Victorious TBV | Bahrain Victorious TBV  | Bahrain Victorious TBV |
| ---------------------- | ----------------------- | ---------------------- |
| Nr.                    | Rytter                  | Placering              |
| 71                     | Phil Bauhaus (GER)      | 111.                   |
| 72                     | Jack Haig (AUS)         | 7.                     |
| 73                     | Heinrich Haussler (AUS) | 59.                    |
| 74                     | Wout Poels (NED)        | 4.                     |
| 75                     | Gino Mäder (SUI)        | 45.                    |
| 76                     | Dylan Teuns (BEL)       | 15.                    |
| 77                     | Fred Wright (GBR)       | 73.                    |

| Trek-Segafredo TFS | Trek-Segafredo TFS     | Trek-Segafredo TFS |
| ------------------ | ---------------------- | ------------------ |
| Nr.                | Rytter                 | Placering          |
| 81                 | Giulio Ciccone (ITA)   | 11.                |
| 82                 | Koen de Kort (NED)     | 91.                |
| 83                 | Niklas Eg (DEN)        | 129.               |
| 84                 | Emīls Liepiņš (LAT)    | 128.               |
| 85                 | Bauke Mollema (NED)    | 6.                 |
| 86                 | Matteo Moschetti (ITA) | 121.               |
| 87                 | Kiel Reijnen (USA)     | 122.               |

| Movistar Team MOV | Movistar Team MOV      | Movistar Team MOV |
| ----------------- | ---------------------- | ----------------- |
| Nr.               | Rytter                 | Placering         |
| 91                | Enric Mas (ESP)        | 85.               |
| 92                | Matteo Jorgenson (USA) | 14.               |
| 93                | Abner González (PUR)   | 32.               |
| 94                | Carlos Verona (ESP)    | 46.               |
| 95                | Sergio Samitier (ESP)  | 43.               |
| 96                | Imanol Erviti (ESP)    | 79.               |
| 97                | Lluís Mas (ESP)        | 40.               |

| Qhubeka Assos TQA | Qhubeka Assos TQA      | Qhubeka Assos TQA |
| ----------------- | ---------------------- | ----------------- |
| Nr.               | Rytter                 | Placering         |
| 101               | Fabio Aru (ITA)        | 18.               |
| 102               | Sander Armée (BEL)     | 29.               |
| 103               | Connor Brown (NZL)     | 116.              |
| 104               | Nicholas Dlamini (RSA) | 93.               |
| 105               | Kilian Frankiny (SUI)  | 22.               |
| 106               | Mauro Schmid (SUI)     | 58.               |
| 107               | Karel Vacek (CZE)      | 97.               |

| Team DSM DSM | Team DSM DSM             | Team DSM DSM |
| ------------ | ------------------------ | ------------ |
| Nr.          | Rytter                   | Placering    |
| 111          | Romain Combaud (FRA)     | 24.          |
| 112          | Mark Donovan (GBR)       | 50.          |
| 113          | Max Kanter (GER)         | 99.          |
| 114          | Andreas Leknessund (NOR) | 90.          |
| 115          | Niklas Märkl (GER)       | 133.         |
| 116          | Nicolas Roche (IRL)      | 72.          |
| 117          | Jasha Sütterlin (GER)    | 126.         |

| AG2R Citroën Team ACT | AG2R Citroën Team ACT        | AG2R Citroën Team ACT |
| --------------------- | ---------------------------- | --------------------- |
| Nr.                   | Rytter                       | Placering             |
| 121                   | Geoffrey Bouchard (FRA)      | 27.                   |
| 122                   | Lilian Calmejane (FRA)       | DNF-3                 |
| 123                   | Tony Gallopin (FRA)          | 44.                   |
| 124                   | Ben O'Connor (AUS)           | 16.                   |
| 125                   | Aurélien Paret-Peintre (FRA) | 12.                   |
| 126                   | Michael Schär (SUI)          | 81.                   |
| 127                   | Clément Venturini (FRA)      | 75.                   |

| Bora-Hansgrohe BOH | Bora-Hansgrohe BOH        | Bora-Hansgrohe BOH |
| ------------------ | ------------------------- | ------------------ |
| Nr.                | Rytter                    | Placering          |
| 131                | Giovanni Aleotti (ITA)    | 39.                |
| 132                | Matteo Fabbro (ITA)       | 25.                |
| 133                | Felix Großschartner (AUT) | 60.                |
| 134                | Patrick Konrad (AUT)      | 5.                 |
| 135                | Ide Schelling (NED)       | 26.                |
| 136                | Matthew Walls (GBR)       | 92.                |
| 137                | Frederik Wandahl (DEN)    | 115.               |

| Cofidis COF | Cofidis COF           | Cofidis COF |
| ----------- | --------------------- | ----------- |
| Nr.         | Rytter                | Placering   |
| 141         | Jesús Herrada (ESP)   | 9.          |
| 142         | Piet Allegaert (BEL)  | 87.         |
| 143         | Thomas Champion (FRA) | 98.         |
| 144         | Nicolas Edet (FRA)    | 65.         |
| 145         | José Herrada (ESP)    | 52.         |
| 146         | Szymon Sajnok (POL)   | 104.        |
| 147         | Rubén Fernández (ESP) | 19.         |

| Total Direct Énergie TDE | Total Direct Énergie TDE | Total Direct Énergie TDE |
| ------------------------ | ------------------------ | ------------------------ |
| Nr.                      | Rytter                   | Placering                |
| 151                      | Niccolò Bonifazio (ITA)  | 102.                     |
| 152                      | Jérôme Cousin (FRA)      | 131.                     |
| 153                      | Víctor de la Parte (ESP) | 41.                      |
| 154                      | Damien Gaudin (FRA)      | 105.                     |
| 155                      | Fabien Grellier (FRA)    | 76.                      |
| 156                      | Julien Simon (FRA)       | 64.                      |
| 157                      | Alexis Vuillermoz (FRA)  | 28.                      |

| B&B Hotels p/b KTM BBK | B&B Hotels p/b KTM BBK | B&B Hotels p/b KTM BBK |
| ---------------------- | ---------------------- | ---------------------- |
| Nr.                    | Rytter                 | Placering              |
| 161                    | Nicola Bagioli (ITA)   | 83.                    |
| 162                    | Franck Bonnamour (FRA) | 56.                    |
| 163                    | Bryan Coquard (FRA)    | 74.                    |
| 164                    | Jens Debusschere (BEL) | 114.                   |
| 165                    | Jonathan Hivert (FRA)  | 33.                    |
| 166                    | Jérémy Lecroq (FRA)    | DNF-4                  |
| 167                    | Cyril Lemoine (FRA)    | 100.                   |

| Delko DKO | Delko DKO                  | Delko DKO |
| --------- | -------------------------- | --------- |
| Nr.       | Rytter                     | Placering |
| 171       | José Manuel Díaz (ESP)     | 21.       |
| 172       | Alessandro Fedeli (ITA)    | DNF-4     |
| 173       | Delio Fernández (ESP)      | 112.      |
| 174       | Biniam Girmay (ERI)        | 118.      |
| 175       | Eduard-Michael Grosu (ROU) | 119.      |
| 176       | Dušan Rajović (SRB)        | DNS-1     |
| 177       | Julien Trarieux (FRA)      | 82.       |

| Xelliss-Roubaix Lille Métropole XRL | Xelliss-Roubaix Lille Métropole XRL | Xelliss-Roubaix Lille Métropole XRL |
| ----------------------------------- | ----------------------------------- | ----------------------------------- |
| Nr.                                 | Rytter                              | Placering                           |
| 181                                 | Julien Antomarchi (FRA)             | DNF-1                               |
| 182                                 | Ivan Centrone (LUX)                 | DNS-2                               |
| 183                                 | Mathias De Witte (BEL)              | 47.                                 |
| 184                                 | Samuel Leroux (FRA)                 | 110.                                |
| 185                                 | Jérémy Leveau (FRA)                 | 66.                                 |
| 186                                 | Maxime Urruty (FRA)                 | 106.                                |
| 187                                 | Emiel Vermeulen (BEL)               | 117.                                |

| Saint Michel-Auber 93 AUB | Saint Michel-Auber 93 AUB | Saint Michel-Auber 93 AUB |
| ------------------------- | ------------------------- | ------------------------- |
| Nr.                       | Rytter                    | Placering                 |
| 191                       | Baptiste Bleier (FRA)     | 124.                      |
| 192                       | Romain Cardis (FRA)       | 84.                       |
| 193                       | Tony Hurel (FRA)          | 130.                      |
| 194                       | Adrien Guillonnet (FRA)   | 67.                       |
| 195                       | Louis Louvet (FRA)        | 123.                      |
| 196                       | Yoann Paillot (FRA)       | 86.                       |
| 197                       | Stéphane Rossetto (FRA)   | 42.                       |